# Kali Uchis
Karly-Marina Loaiza (rojena 17. julija 1994), poklicno znana kot Kali Uchis (/ˈuːtʃis/ OO-chees), je ameriška pevka. Leta 2012 je izdala svoj prvi mikstejp Drunken Babble, ki mu je leta 2015 sledil debitantski EP Por Vida. Leta 2018 je Uchis izdala svoj debitantski studijski album Isolation, ki je požel široko odobravanje. Leta 2020 je izšel Uchisin drugi studijski album in njen prvi projekt v španskem jeziku, Sin Miedo (del Amor y Otros Demonios). Na albumu je izšel singel "Telepatía", ki je postal Uchisova prva samostojna uspešnica na ameriški lestvici Billboard Hot 100. Za nastop na Kaytranadovem singlu "10%" je prejela nagrado grammy za najboljši plesni posnetek.

## Zgodnje življenje
Karly-Marina Loaiza se je rodila 17. julija 1994 v Aleksandriji v Virginiji. Njen oče se je iz Pereire v Kolumbiji preselil v Združene države Amerike, kjer je konec osemdesetih let dvajsetega stoletja spoznal Karlyjino mamo. Njena mati je imela otroke iz prejšnjega zakona in je iz Virginije. Loaiza je njun edini skupni otrok. Ko je Loaiza obiskovala srednjo šolo, se je njen oče preselil nazaj v Kolumbijo, da bi poskrbel za mater, ki je zbolela. Loaiza je poleti ostala v Kolumbiji z očetom, strici in tetami. Med šolskim letom je bila z materjo in starejšimi sorojenci.
V srednji šoli se je Loaiza naučil igrati klavir in saksofon. Sodelovala je v džezovski skupini, preden je maturirala na srednji šoli T. C. Williams (preimenovani v Alexandria City High School). Pogosto je izpuščala pouk, da je lahko preživljala čas v fotolaboratoriju in snemala eksperimentalne kratke filme. Zanimanje za fotografijo jo je pripeljalo do ustvarjanja naslovnic mikstejpov. Zaradi preskakovanja pouka in kršitve policijske ure, ki so jo določili starši, so jo vrgli od doma. V tem času je živela v avtomobilu in na tipkovnici pisala pesmi, ki so pozneje izšle na njenem lo-fi mikstejpu Drunken Babble. Pisala je tudi poezijo, pesmi in glasbo, vendar sprva ni nameravala peti, saj jo je bolj kot biti v središču pozornosti zanimalo režirati filme. Oče ji je dal vzdevek Kali Uchis.

## Kariera

### 2012–2016:Drunken BabbleinPor Vida
Kmalu po diplomi je Uchis 1. avgusta 2012 izdal svoj prvi mikstejp Drunken Babble. Mixtape je bil opisan kot "žanrsko drugačen", na njem pa so bili opazni vplivi doo-wopa, reggaeja in R&B iz zgodnjih 2000-ih. Leta 2014 je sodelovala z raperjem Snoop Doggom pri pesmi "On Edge" za njegov mikstejp That's My Work 3.
Februarja 2015 je Uchis izdala svoj debitantski EP Por Vida, ki ga je brezplačno prenesla na svoji uradni spletni strani, pozneje pa tudi na iTunes. Pri projektu so sodelovali različni glasbeniki, med njimi Diplo, Tyler, the Creator, Kaytranada in BadBadNotGood. Oktobra 2015 se je skupaj z Leonom Bridgesom odpravila na svojo prvo turnejo, na kateri je gostovala po Združenih državah Amerike in delih Kanade.

### 2017–2018: Preboj zIsolation
Aprila 2017 je izšel peti studijski album glasbene skupine Gorillaz, Humanz, na katerem sta tudi pesmi, v katerih nastopa Uchis, in sicer "She's My Collar" in bonus skladba "Ticker Tape". Naslednji mesec je Uchis izdal skladbo "Tyrant", v kateri je sodelovala angleška pevka Jorja Smith, ki je služila kot glavni singel z njenega takrat prihajajočega debitantskega studijskega albuma. Junija 2017 je napovedala svojo prvo turnejo, zlasti severnoameriško turnejo v podporo albumu. Turneja je potekala od avgusta do oktobra 2017, začela se je na festivalu glasbe in umetnosti Outside Lands v San Franciscu, ustavila pa se je tudi na glasbenem festivalu Pop Montreal. Uchis je nato 25. avgusta 2017 izdala skladbo "Nuestro Planeta", v kateri nastopa Reykon, kot drugi singel z albuma. Oktobra 2017 je bila Uchis nominirana za latinskoameriško nagrado grammy za ploščo leta za "El Ratico", sodelovanje s kolumbijskim glasbenikom Juanesom. Na 60. podelitvi nagrad grammy je bila nominirana tudi za nagrado grammy v kategoriji najboljši R&B-izvedba za skladbo "Get You", njeno sodelovanje s kanadskim pevcem Danielom Cezarjem.
Uchis je med 15. januarjem in 16. februarjem 2018 v izbranih severnoameriških arenah na svetovni turneji LA to the Moon Tour podpirala Lano Del Rey. Skladba "After the Storm", v kateri nastopat Tyler, the Creator in Bootsy Collins, je bila januarja 2018 izdana kot tretji singel, marca 2018 pa je sledila napoved albuma Isolation, ki je bila objavljena med Uchisovim nastopom v oddaji The Tonight Show. Isolation je uradno izšla po vsem svetu 6. aprila 2018. Album je bil deležen širokega odobravanja kritikov. Na spletni strani Metacritic, ki recenzijam mainstream publikacij dodeljuje normalizirano oceno od 100, je album na podlagi 17 recenzij prejel povprečno oceno 87. Četrti in zadnji singel albuma, "Just a Stranger", v katerem nastopa Steve Lacy, je izšel 30. oktobra 2018. [potrebna navedba]

### 2019–2021:To Feel AliveinSin Miedo (del Amor y Otros Demonios)
Junija 2019 je Uchis sodeloval z ameriško R&B skupino Free Nationals in ameriškim raperjem Macom Millerjem pri singlu "Time", ki je bil prva uradna posthumna izdaja Millerja po njegovi smrti 7. septembra 2018. Decembra 2019 je Uchis izdala pesem "Solita", ki je bila prvotno načrtovana kot vodilni singel njenega prihajajočega drugega studijskega albuma, vendar je bila pozneje izključena s končnega seznama skladb. Vendar naj bi bila pesem vključena kot bonus skladba na vinilni izdaji albuma. 9. decembra 2019 je Kali Uchis nastopila na singlu "10%" kanadskega producenta Kaytranade, ki je bil vzet z njegovega albuma Bubba. Skladba je na 63. podelitvi nagrad grammy prejela nagrado grammy za najboljši plesni posnetek. Pozneje je Uchis sodelovala na šestem studijskem albumu skupine Little Dragon, New Me, Same Us, in sicer v remiksu pesmi "Are You Feeling Sad?". 24. aprila 2020 je Uchis izdal razširjeno skladbo z naslovom To Feel Alive. EP je bil zaradi pandemije COVID-19 v celoti posnet v izolaciji.
7. avgusta 2020 je Uchis izdal pesem "Aquí Yo Mando" skupaj z ameriško raperko Rico Nastyjem. Pesem je bila pred tem predvajana v eni od epizod serije Insecure televizije HBO. "Aquí Yo Mando" je glavni singel z Uchisovega drugega studijskega albuma Sin Miedo (del Amor y Otros Demonios), ki je njen prvi projekt, pretežno v španščini. Pesem "La Luz" z Jhayem Cortezom je izšla kot drugi singel albuma 1. oktobra 2020. Kasneje istega meseca je bil 26. oktobra objavljen videospot za pesem. 6. novembra je bilo objavljeno prednaročilo albuma, seznam skladb pa je bil pozneje razkrit 13. novembra. 17. novembra je bila kot edini promocijski singel albuma izdana skladba "Te Pongo Mal (Préndelo)" z Jowell & Randyjem. Album je izšel 18. novembra 2020 in se uvrstil na prvo mesto lestvice Billboard Top Latin Albums Chart.
Po izzivu za sinhronizacijo ustnic na platformi TikTok je skladba "Telepatía" z Učisovega drugega studijskega albuma v začetku leta 2021 doživela velik porast priljubljenosti. Preden je bila izdana kot singel, je pesem debitirala med prvimi desetimi na Billboardovi lestvici Hot Latin Songs in pozneje v tednu 22. maja 2021 dosegla vrh lestvice. Pesem je dosegla tudi tretje mesto na ameriški lestvici US Top 50 storitve Spotify in drugo mesto na globalni lestvici Global Top 50 te storitve. "Telepatía" je na lestvici Billboard Hot 100 dosegla vrh na 25. mestu. Po ponovnem vzponu pesmi je uspeh prinesel skladbi Sin Miedo (del Amor y Otros Demonios) uvrstitev na lestvico Billboard 200, in sicer na 52. mesto. 18. junija 2021 je raper in fant Don Toliver izdal sodelovanje z Uchisom z naslovom "Drugs N Hella Melodies", ki je izšlo kot drugi singel s Toliverjevega drugega studijskega albuma Life of a Don. 29. septembra 2021 je Uchis izdal singel "Fue Mejor" s SZA. Pesem je kot bonus skladba uvrščena na deluxe izdajo albuma Sin Miedo (del Amor y Otros Demonios).

### 2022–danes:Red Moon in Venus
21. aprila 2022 je Uchis na rdeči preprogi podelitve latinskoameriških glasbenih nagrad objavila, da je dokončala svoj tretji in četrti studijski album, enega v španščini in enega v angleščini. 15. avgusta 2022 je na svojih družabnih omrežjih delila odlomek pesmi z naslovom "No Hay Ley", ki je vplivala na house in je 2. septembra 2022 izšla kot singel.
23. januarja 2023 je Uchis napovedala svoj prihajajoči album Red Moon in Venus, ki naj bi izšel 3. marca 2023, s spremljevalno turnejo, na kateri bo nastopil posebni gost RAYE. Turneja se bo začela 25. aprila 2023 v Austinu v Teksasu in končala 30. maja 2023 v Phoenixu v Arizoni.

## Umetnost

### Vplivi
Uchis je izjavila, da nanjo vpliva glasba iz šestdesetih let dvajsetega stoletja, v kateri se prepletajo zgodnji soul, R&B in doo-wop: "Glasbeno in estetsko me navdihuje kultura tega časa." Omenila je tudi, da uživa v jazzu, in med začetki kariere izjavila, da glasbeni navdih črpa pri Elli Fitzgerald in Billie Holiday. Drugi glasbeniki, ki jih je navedla kot vpliv na svoj zvok, so Curtis Mayfield, Loose Ends, Ralfi Pagan in Irma Thomas. Na njeno glasbo vplivajo tudi Celia Cruz, Salma Hayek, La Lupe, Selena, Shakira in Ivy Queen. Uchis občuduje tudi pevko Mariah Carey.

## Diskografija
- Isolation (2018)
- Sin Miedo (del Amor y Otros Demonios) (2020)
- Red Moon in Venus (2023)

| Award                                          | Year | Recipient(s) and nominee(s)                                         | Category                                    | Result      | Ref.   |
| ---------------------------------------------- | ---- | ------------------------------------------------------------------- | ------------------------------------------- | ----------- | ------ |
| American Music Awards                          | 2021 | "telepatía"                                                         | Favorite Song - Latin                       | Osvojil/a   | [ 2 ]  |
| American Music Awards                          | 2021 | Sin Miedo (del Amor y Otros Demonios)                               | Favorite Album - Latin                      | nominiran/a | [ 2 ]  |
| American Music Awards                          | 2021 | Herself                                                             | Favorite Female Artist – Latin              | nominiran/a | [ 2 ]  |
| American Music Awards                          | 2022 | Herself                                                             | Favorite Female Artist – Latin              | nominiran/a | [ 3 ]  |
| ASCAP Pop Music Awards                         | 2022 | "telepatía"                                                         | Winning Songwriters                         | Osvojil/a   | [ 4 ]  |
| <i id="mwAWg">Billboard</i> Latin Music Awards | 2021 | Herself                                                             | New Artist of the Year                      | nominiran/a | [ 5 ]  |
| <i id="mwAWg">Billboard</i> Latin Music Awards | 2021 | Herself                                                             | Female Hot Latin Songs Artist of the Year   | nominiran/a | [ 5 ]  |
| <i id="mwAWg">Billboard</i> Latin Music Awards | 2021 | Herself                                                             | Female Top Latin Albums Artist of the Year  | nominiran/a | [ 5 ]  |
| <i id="mwAWg">Billboard</i> Latin Music Awards | 2021 | Herself                                                             | Latin Pop Artist of the Year                | nominiran/a | [ 5 ]  |
| <i id="mwAWg">Billboard</i> Latin Music Awards | 2021 | "telepatía"                                                         | Hot Latin Song of the Year                  | nominiran/a | [ 5 ]  |
| <i id="mwAWg">Billboard</i> Latin Music Awards | 2021 | "telepatía"                                                         | Latin Pop Song of the Year                  | nominiran/a | [ 5 ]  |
| <i id="mwAWg">Billboard</i> Latin Music Awards | 2021 | Sin Miedo (del Amor y Otros Demonios)                               | Latin Pop Album of the Year                 | Osvojil/a   | [ 5 ]  |
| <i id="mwAWg">Billboard</i> Latin Music Awards | 2022 | Herself                                                             | Hot Latin Songs Artist of the Year, Female  | nominiran/a | [ 6 ]  |
| <i id="mwAWg">Billboard</i> Latin Music Awards | 2022 | Herself                                                             | Top Latin Albums Artist of the Year, Female | nominiran/a | [ 6 ]  |
| <i id="mwAWg">Billboard</i> Latin Music Awards | 2022 | Herself                                                             | Latin Pop Artist of the Year                | nominiran/a | [ 6 ]  |
| <i id="mwAZw">Billboard</i> Music Awards       | 2022 | Herself                                                             | Top Latin Artist                            | nominiran/a | [ 7 ]  |
| <i id="mwAZw">Billboard</i> Music Awards       | 2022 | Herself                                                             | Top Latin Female Artist                     | Osvojil/a   | [ 7 ]  |
| <i id="mwAZw">Billboard</i> Music Awards       | 2022 | Sin Miedo (del Amor y Otros Demonios)                               | Top Latin Album                             | nominiran/a | [ 7 ]  |
| <i id="mwAZw">Billboard</i> Music Awards       | 2022 | "telepatía"                                                         | Top Latin Song                              | Osvojil/a   | [ 7 ]  |
| Grammy Awards                                  | 2018 | "Get You" (with Daniel Caesar)                                      | Best R&amp;B Performance                    | nominiran/a | [ 8 ]  |
| Grammy Awards                                  | 2021 | "10%" (with Kaytranada)                                             | Best Dance Recording                        | Osvojil/a   | [ 9 ]  |
| Grammy Awards                                  | 2022 | Sin Miedo (del Amor y Otros Demonios)                               | Best Música Urbana Album                    | nominiran/a | [ 10 ] |
| Heat Latin Music Awards                        | 2021 | Herself                                                             | Best Female Artist                          | nominiran/a | [ 11 ] |
| iHeartRadio Music Awards                       | 2023 | Best New Latin Artist                                               | Herself                                     | Poteka      | [ 12 ] |
| Latin American Music Awards                    | 2021 | Sin Miedo (del Amor y Otros Demonios)                               | Favorite Pop Album                          | nominiran/a | [ 13 ] |
| Latin American Music Awards                    | 2022 | Herself                                                             | New Artist Of The Year                      | nominiran/a | [ 14 ] |
| Latin American Music Awards                    | 2022 | Herself                                                             | Favorite Female Artist                      | nominiran/a | [ 14 ] |
| Latin American Music Awards                    | 2022 | Herself                                                             | Favorite Pop Artist                         | nominiran/a | [ 14 ] |
| Latin American Music Awards                    | 2022 | "telepatía"                                                         | Song of the Year                            | nominiran/a | [ 14 ] |
| Latin American Music Awards                    | 2022 | "telepatía"                                                         | Favorite Pop Song                           | nominiran/a | [ 14 ] |
| Latin American Music Awards                    | 2022 | "telepatía"                                                         | Viral Song of the Year                      | nominiran/a | [ 14 ] |
| Latin Grammy Award                             | 2017 | "El Ratico" (with Juanes)                                           | Record of the Year                          | nominiran/a | [ 15 ] |
| MTV Millennial Awards                          | 2021 | "telepatía"                                                         | Video Of The Year                           | nominiran/a | [ 16 ] |
| MTV Millennial Awards                          | 2021 | "telepatía"                                                         | Hit Of The Year                             | nominiran/a | [ 16 ] |
| Lo Nuestro Awards                              | 2022 | Herself                                                             | New Artist of the Year - Female             | nominiran/a | [ 17 ] |
| Lo Nuestro Awards                              | 2022 | "telepatía"                                                         | Song of the Year                            | nominiran/a | [ 17 ] |
| Lo Nuestro Awards                              | 2022 | "telepatía"                                                         | Pop Song of the Year                        | nominiran/a | [ 17 ] |
| Lo Nuestro Awards                              | 2022 | Sin Miedo (del Amor y Otros Demonios)                               | Pop Album of the Year                       | nominiran/a | [ 17 ] |
| Premios Juventud                               | 2021 | Herself                                                             | The New Generation - Female                 | Osvojil/a   | [ 18 ] |
| Premios Juventud                               | 2021 | Herself                                                             | The Trendiest Artist                        | nominiran/a | [ 18 ] |
| Premios Juventud                               | 2021 | "¡aquí yo mando!" (featuring Rico Nasty)                            | Girl Power                                  | nominiran/a | [ 18 ] |
| Premios Juventud                               | 2022 | Herself                                                             | Rising Female Artist                        | nominiran/a | [ 19 ] |
| Premios Juventud                               | 2022 | Herself                                                             | Female Youth Artist                         | nominiran/a | [ 19 ] |
| Premios Nuestra Tierra                         | 2021 | Herself                                                             | Best New Artist                             | Osvojil/a   | [ 20 ] |
| Premios Nuestra Tierra                         | 2021 | Herself                                                             | Best Alternative/Rock/Indie Artist          | nominiran/a | [ 20 ] |
| Premios Nuestra Tierra                         | 2021 | "telepatía"                                                         | Best Alternative/Rock/Indie Song            | Osvojil/a   | [ 20 ] |
| Premios Nuestra Tierra                         | 2021 | "10%" (with Kaytranada)                                             | Best Dance/Electro Song                     | nominiran/a | [ 20 ] |
| Soul Train Music Award                         | 2018 | Herself                                                             | Best New Artist                             | nominiran/a | [ 21 ] |
| UK Music Video Award                           | 2018 | "After the Storm" (featuring Tyler, the Creator and Bootsy Collins) | Best Urban Video - International            | nominiran/a | [ 22 ] |
| UK Music Video Award                           | 2018 | "After the Storm" (featuring Tyler, the Creator and Bootsy Collins) | Best Production Design in a Video           | nominiran/a | [ 22 ] |
| Variety Hitmakers                              | 2021 | Herself                                                             | Crossover Award                             | Osvojil/a   | [ 23 ] |